# آندرئاس اشناس
آندرئاس اشناس (آلمانی: Andreas Schnaas؛ زادهٔ ۱ آوریل ۱۹۶۸) کارگردان فیلم و بازیگر اهل آلمان است. وی از سال ۱۹۸۹ میلادی تاکنون مشغول فعالیت بوده‌است.